# الدائرة الإسلامية لأمريكا الشمالية
الدائرة الإسلامية لأمريكا الشمالية (ICNA)، تم اعتمادها رسمياً في عام 1971م، وقد بدأت في العمل الفعلي منذ عام 1968م، وهي القاعدة الشعبية الإسلامية الرسمية في أمريكا الشمالية. وهي فرع عن رابطة الطلاب المسلمين (MSA). تأسست الرابطة من قبل المهاجرين من شبه القارة الهندية، وأكثر أعضاءها الذين يمثلونها هم من أصول جنوب آسيوية، وفي المقام الأول من الجنسية الباكستانية والهندية

## تاريخها
في عام 1971 وبجهود من عدد من أعضاء رابطة الطلاب المسلمين (MSA) تم إنشاء هذه الدائرة والتي تسمى «حلقة» في مدينة مونتريال. تلا ذلك في عام 1979 إنشاء مجموعة نسائية أخرى تسمى «أخوات النجاح».

## الهدف
وفقاً لرابطة ICNA فإن هدفها الأول «السعي إلى مرضاة الله عز وجل من خلال النضال لإقامة الدين من خلال النظام الإسلامي عبر نصوص القرآن الكريم وسنة النبي محمد صلى الله عليه وسلم».

## البرامج
1. دعوة البشرية لمعرفة الله الخالق، عبر استخدام جميع وسائل الاتصال الممكنة.
2. تحفيز المسلمين لآداء واجباتهم الدينية، وليكونوا رسل للإسلام لدى جميع البشرية.
3. تقديم دروس تعليمية ودورات علمية لمن يرغبون في معرفة المزيد حول دين الإسلام.
4. الاعتراض على الإباحية والفجور والظلم بجميع أشكالها، ودعم الجهود الرامية لنشر الحريات المدنية والعدالة الاجتماعية والاقتصادية في المجتمعات.